# Отпадник (филм)
„Отпадник ” је југословенски и словеначки криминалистички филм први пут приказан 25. јуна 1988. године. Режирао га је Божо Спрајц а сценарио су написали Душан Јовановић и Божо Спрајц.

## Радња
Живот иноватора Отa Керенa је компликован јер покушава да се увуче у гнездо фабричких менаџера. Његова судбина је и његов интимни живот - закон је уништен,  љубавница је ухваћена, а невоља не рјешава однос са странцем. Због напрезања и потенције на Керновој страни и коруптивног и непрофесионалног понашања лидера, Ото је забрањен и упућен у психијатријску болницу. По повратку, сазнаје да су врата фабрике затворена за њега. Хоће ли мали човек бити у стању да се супротстави неисправним високим чиновницима и убеди их у искреност њиховог рада? Да ли ће крв бити поплављена по цијени истине?

## Улоге
| Глумац               | Улога      |
| -------------------- | ---------- |
| Иво Бан              | Ото Керн   |
| Данило Бенедичич     |            |
| Маја Бох             |            |
| Савина Гершак        | Ема        |
| Теја Глажар          | Лиза Репар |
| Марјан Хластец       |            |
| Јанез Хочевар        | Хуго Репар |
| Жељко Хрс            |            |
| Борис Јух            |            |
| Роман Кончар         |            |
| Гојмир Лешњак        | Вили       |
| Звездана Млакар      |            |
| Михаела Новак Махнич |            |

Остале улоге ▼
| Глумац          | Улога      |
| --------------- | ---------- |
| Саша Павчек     | Нина       |
| Лучка Почкај    |            |
| Радко Полич     | Силво Хрен |
| Дарја Рајхман   |            |
| Иван Рупник     |            |
| Игор Самобор    |            |
| Јанез Старина   |            |
| Јосиф Татић     |            |
| Матјаж Трибусон | Лука Керн  |
| Аленка Випотник | Вида Керн  |